# Hermotimus coriaceus
Hermotimus coriaceus là một loài nhện trong họ Salticidae.
Loài này thuộc chi Hermotimus. Hermotimus coriaceus được Eugène Simon miêu tả năm 1903.